# Bo Kaspers Orkester Live, Vega Köpenhamn
Live, Vega Köpenhamn är en live-DVD med Bo Kaspers Orkester, inspelad på klubben Vega, Köpenhamn i Köpenhamn, Danmark år 2007. Konserten har sänts ett flertal gånger på SVT.

## Låtlista
De låtar som spelades i SVT:s sändning var:
1. I samma bil
2. Sen du försvann
3. Svårt att säga nej
4. Undantag
5. Hon är så söt
6. Hund
7. En man du tyckte om
8. Allt ljus på mig
9. Vi kommer aldrig att dö
10. En ny skön värld
11. Innan klockan slagit tolv

## Medverkande

### Bandet
- Bo Sundström - Sång, gitarr, trumpet
- Mats Schubert - Gitarr, keyboard, piano
- Fredrik Dahl - Trummor
- Michael Malmgren - Bas

### Övriga medverkande
- Peter Asplund - Trumpet
- Ola Gustafsson - Gitarr
- Robert Östlund - Gitarr, Bas, Dragspel, Keyboard

### TV-produktion
- Fredrik Stattin - Bildproducent